# Championnats d'Afrique de judo 2015
Navigation
Édition précédente Édition suivante
Les Championnats d'Afrique de judo 2015 ont été disputés  du 24 au 26 avril 2015 à Libreville au Gabon. Il s’agit de la 36e édition de cette compétition.

## Tableau des médailles
Le tableau des médailles officiel ne prend pas en compte les deux compétitions par équipes.
| Rang  | Nation         | Or | Argent | Bronze | Total |
| ----- | -------------- | -- | ------ | ------ | ----- |
| 1     | Tunisie        | 8  | 1      | 4      | 13    |
| 2     | Algérie        | 4  | 4      | 5      | 13    |
| 3     | Maroc          | 2  | 1      | 4      | 7     |
| 4     | Égypte         | 1  | 3      | 4      | 8     |
| 5     | Guinée-Bissau  | 1  | 0      | 0      | 1     |
| 6     | Cameroun       | 0  | 3      | 6      | 9     |
| 7     | Afrique du Sud | 0  | 1      | 1      | 2     |
| -     | Libye          | 0  | 1      | 1      | 2     |
| 9     | Gabon          | 0  | 1      | 0      | 1     |
| -     | Maurice        | 0  | 1      | 0      | 1     |
| 11    | Sénégal        | 0  | 0      | 4      | 4     |
| 12    | Angola         | 0  | 0      | 1      | 1     |
| -     | Ghana          | 0  | 0      | 1      | 1     |
| -     | Madagascar     | 0  | 0      | 1      | 1     |
| Total | Total          | 16 | 16     | 32     | 64    |

## Podiums

### Femmes
| Épreuves                          | Or                         | Argent                       | Bronze                                                 |
| --------------------------------- | -------------------------- | ---------------------------- | ------------------------------------------------------ |
| Moins de 48 kg poids super-légers | Taciana Lima Guinée-Bissau | Philomène Bata Cameroun      | Olfa Saoudi Tunisie Asaramanitra Ratiarison Madagascar |
| Moins de 52 kg poids mi-légers    | Hela Ayari Tunisie         | Christianne Legentil Maurice | Djazia Haddad Algérie Meriem Moussa Algérie            |
| Moins de 57 kg poids légers       | Nesria Jelassi Tunisie     | Ratiba Tariket Algérie       | Hortense Diédhiou Sénégal Paule Sitcheping Cameroun    |
| Moins de 63 kg poids mi-moyens    | Rizlen Zouak Maroc         | Imène Agouar Algérie         | Szandra Szögedi Ghana Hélène Wezeu Dombeu Cameroun     |
| Moins de 70 kg poids moyens       | Houda Miled Tunisie        | Asma Niang Maroc             | Nada Elfadly Égypte Antonia Moreira Angola             |
| Moins de 78 kg poids mi-lourds    | Kaouther Ouallal Algérie   | Sarah Myriam Mazouz Gabon    | Vanessa Mballa Atangana Cameroun Sarra Mzougui Tunisie |
| Plus de 78 kg poids lourds        | Nihel Cheikhrouhou Tunisie | Nadine Wetie Diodjo Cameroun | Monica Sagna Sénégal Sonia Asselah Algérie             |
| Open kg Toutes catégories         | Nihel Cheikhrouhou Tunisie | Sonia Asselah Algérie        | Monica Sagna Sénégal Nadine Wetie Diodjo Cameroun      |

### Hommes
| Épreuves                          | Or                           | Argent                         | Bronze                                                  |
| --------------------------------- | ---------------------------- | ------------------------------ | ------------------------------------------------------- |
| Moins de 60 kg poids super-légers | Yassine Moudatir Maroc       | Mohamed Hadi Al-Kawissah Libye | Mohamed Jafy Maroc Bernadin Tsala Tsala Cameroun        |
| Moins de 66 kg poids mi-légers    | Houd Zourdani Algérie        | Houcem Khalfaoui Tunisie       | Imed Bassou Maroc Ahmed Youssef Al-Kawissah Libye       |
| Moins de 73 kg poids légers       | Mohamed Mohyeldin Égypte     | Oussama Djeddi Algérie         | Mohamed Abdelrahman Égypte Hamza Barhoumi Tunisie       |
| Moins de 81 kg poids mi-moyens    | Abdelaziz Ben Ammar Tunisie  | Ali Hazem Égypte               | Mohamed Abdelaal Égypte Larbi Grini Algérie             |
| Moins de 90 kg poids moyens       | Abderahmane Benamadi Algérie | Zack Piontek Afrique du Sud    | Imad Abdallaoui Maroc Mahmoud Oussama Snoussi Tunisie   |
| Moins de 100 kg poids mi-lourds   | Lyes Bouyakoub Algérie       | Ramadan Darwish Égypte         | Calvin Fourie Afrique du Sud Seidou Nji Mouluh Cameroun |
| Plus de 100 kg poids lourds       | Fayçal Jaballah Tunisie      | Islam El Shahaby Égypte        | Malki El Mehdi Maroc Bilal Zouani Algérie               |
| Open kg Toutes catégories         | Fayçal Jaballah Tunisie      | Dieudonné Dolassem Cameroun    | Maïssara Al-Nagar Égypte Boubacar Mane Sénégal          |

### Par équipes
| Épreuves | Or      | Argent  | Bronze           |
| -------- | ------- | ------- | ---------------- |
| Hommes   | Égypte  | Algérie | Tunisie Sénégal  |
| Femmes   | Tunisie | Algérie | Cameroun Sénégal |

## Épreuves de Kata
| Épreuves       | Or                                              | Argent                                         | Bronze                                   |
| -------------- | ----------------------------------------------- | ---------------------------------------------- | ---------------------------------------- |
| NAGE-NO-KATA   | Égypte (Mohamed Alharon – Ahmed Haloul)         | Algérie (Abidine Hammouda – Mourad Khiari)     | Mozambique (Ivans Chauque - David David) |
| KIME-NO-KATA   | Algérie (Rachid Messaâdia – Abdelkrim Touati)   | Égypte (Omar Moussa Houssem – Mahmoud Mohamed) | -                                        |
| KATAME-NO-KATA | Égypte (Osama Abderrahman – Mohamed Abdelradhi) | Algérie (Hadj Reda Blaoui –Abdelhafidh Sammah) | Maurice (Jason Bijou – Jonathan Charlot) |